# رطبان شمالي
رطبان شمالي (الاسم العلمي: Hygrocybe borealis) هو نوع من الفطريات يتبع جنس الرطبان من الفصيلة الهدبانية.